# Sommerwald
Der Sommerwald – alternativ Sommerwaldsiedlung genannt – ist ein Stadtviertel innerhalb von Pirmasens.

## Lage
Die Siedlung befindet sich im Nordosten der Stadt. Unmittelbar östlich schließt sich der Pfälzerwald mit einigen als Naturdenkmal eingestuften Felsformationen an. Unmittelbar nördlich befindet sich die Gemarkungsgrenze zu Rodalben. Westlich liegt das Stadtviertel Husterhöhe.

## Geschichte
Ursprünglich hieß sie „Maler-Bürkel-Siedlung“. Sie entstand im Zeitraum von 1928 bis 1930 und war ein Projekt des damaligen Pirmasenser Oberbürgermeisters Otto Strobel. Während der Luftangriffe auf Pirmasens blieb der Sommerwald aufgrund seiner Randlage von Bombenschäden größtenteils verschont.

## Religion
Vor Ort existieren die 1955 gebaute evangelische Markuskirche und die 1978 eröffnete katholische Kirche St. Elisabeth.

## Infrastruktur
1969 beschloss der Kreistag des damaligen Landkreises Pirmasens, einen Neubau für die Kreisverwaltung auf dem Sommerwald zu errichten. Dieser wurde schließlich 1973 fertig gestellt.
Die Siedlung ist über die von den Stadtwerken Pirmasens betriebene Buslinie 203 an den öffentlichen Personennahverkehr angebunden. Von 1943 bis 1967 bestand außerdem Anschluss an den Oberleitungsbus Pirmasens.
Entlang des Südrandes verläuft die Bundesstraße 10 und entlang des Westrandes die Landesstraße 482.